# Джолдасбеков, Умирбек Арисланович
Умирбек Арисланович Джолдасбеков (каз. Өмірбек Арысланұлы Жолдасбеков, 1 марта 1931, село Кзыл-Су, Сайрамский район, Чимкентская область — 23 июля 1999, Алма-Ата, Казахстан) — советский и казахстанский учёный-механик, академик АН КазССР (1979), доктор технических наук (1972), профессор (1973), лауреат Государственной премии КазССР (1982), заслуженный деятель науки КазССР (1974), государственный и общественный деятель. Член КПСС с 1958 года.

## Биография
Окончил механико-математический факультет Московского государственного университета (1954).  Однокурсниками были В. В. Белецкий, А. А. Боровков, А. Г. Витушкин, А. А. Гончар, Е. А. Девянин, А. П. Ершов, А. М. Ильин, И. А. Кийко, В. Д. Клюшников, М. Л. Лидов, В. В. Лунёв, Р. А. Минлос, И. В. Новожилов, Н. А. Парусников, Г. С. Росляков, С. А. Шестериков.
В 1954—1958 годах — ассистент, старший преподаватель, декан Казахского химико-технологического института в Чимкенте, в 1958-1962 годах — аспирант, ассистент Московского текстильного института. Кандидат технических наук (1962).
В 1962—1964 годах — старший преподаватель, доцент кафедры технологии машиностроения, заведующий кафедрой теории механизмов и машин, декан факультета автоматики и вычислительной техники, в 1964—1970 годах проректор Казахского политехнического института.
В 1970—1986 годах — ректор Казахского государственного университета. Доктор технических наук (1972).
В 1986-1988 годах — заведующий кафедрой прикладной механики КазГУ, в 1988-1994 годах — заведующий лабораторией, почётный директор Института механики и машиноведения Национальной академии наук Республики Казахстан, в 1994-1995 годах — председатель комитета по науке, образованию и новым технологиям Верховного Совета Республики Казахстан.
В 1995 году — основатель и первый президент Инженерной академии, депутат Мажилиса парламента Казахстана.

## Вклад в науку
Джолдасбековым были разработаны основы графоаналитической и аналитической теории плоских и пространственных механизмов и манипуляционных устройств высоких классов с одной и многими степенями свободы, с абсолютным и относительным законом движения входного звена, с учётом и без учёта упругости звеньев, на базе которых спроектированы принципиально новые грузоподъемные, погрузочно-разгрузочные, грейферные, грузозахватные и манипуляционные устройства.
Создатель научной школы механиков в Казахстане.

## Награды
- Орден Ленина
- Два Ордена Трудового Красного Знамени
- Лауреат Государственной премии Казахстана (1983)[2]
- Большое количество различных медалей и грамот
- Почётные грамоты Верховного Совета КазССР
- Международная золотая медаль имени В. Г. Шухова (1992),
- Международная золотая медаль имени аль-Хорезми (Иран, 1994)[6].

## Научные работы
- Теория механизмов и машин. Учеб. 2-изд. Алма-Ата, 1978.
- Динамика четырёхцветного механизма уточной нити. Труды съезда по механике твердого тела. Дрезден, 1979.
- Синтез одноконтурных механизмов высоких классов по координации движения двух рабочих органов. Труды V Всемирного конгресса по ТММ. Монреаль, 1979.
- Основы теории механизмов высоких классов. Курс лекций. София, 1982.
- Теория одноконтурных механизмов высоких классов. Труды VI Всемирного конгресса по ТММ. Нью-Дели, 1983.
- Анализ и синтез механизмов и манипуляционных устройств высоких классов. Варна, 1989.
- Структурный синтез плоских рычажных механизмов высоких классов. Алма-Ата, 1989.
- Структурно-кинематический синтез плоских рычажных механизмов высоких классов. Алма-Ата, 1993.

## Память
Похоронен на Кенсайском кладбище.
В память об Умирбеке Джолдасбекове были установлены мемориальные доски в Алма-Ате в доме, в котором он проживал по улице Д. Кунаева, 162, и на здании ректората Казахского национального университета имени аль-Фараби.
1 марта 2011 года на территории КазНУ имени аль-Фараби около Дворца Студентов, носящего его имя, был открыт памятник Джолдасбекову У. А. (скульптор — Кадырхан Какимов), его высота составляет 2 метра, длина постамента — более 5 метров, ширина — 1,3 метра. Памятник изготовлен из куртинского гранита.
Именем Джолдасбекова также названы:
- Дворец студентов в Алма-Ате.
- Институт механики и машиноведения Министерства образования и науки Республики Казахстан[8].
- Средние школы в Таразе[10], Шымкенте[11], Байдибекском районе Южно-Казахстанской области[12].
- Улицы в Алма-Ате и Шымкенте[2][8].
- Международная научно-практическая конференция им. академика У. А. Джолдасбекова.